# Alberto Cipellini
Alberto Cipellini (Cuneo, 2 settembre 1919 – Cuneo, 5 aprile 2005) è stato un politico e partigiano italiano.

## Biografia
Attivo nella Resistenza in Valle Grana, fu comandante partigiano insieme a Giorgio Bocca e Aurelio Verra. 
Esponente del Partito Socialista Italiano, viene eletto al Senato della Repubblica per quattro legislature consecutive, restando in carica dal 1968 al 1983. Durante la VII Legislatura (1976-1979) è stato capogruppo del PSI a Palazzo Madama; sul finire della VIII Legislatura (dal dicembre 1982 alla primavera 1983) è stato vicepresidente del Senato. Fu anche consigliere comunale di Cuneo e consigliere provinciale.
Muore a 85 anni nell'aprile 2005.